# Берлинская декларация 2007 года
Берлинская декларация 2007 года (официально Декларация по случаю 50-летия подписания Римского договора) — не имеющий обязательной силы текст Европейского союза, который был подписан 25 марта 2007 года в Берлине в ознаменование пятидесятилетней годовщины подписания Римского договора, положившего начало Европейскому экономическому сообществу, предшественнику современного ЕС.
Декларация была детищем Германии, председательствующей в Совете Европейского союза в первой половине 2007 года. Декларация, призванная придать новый импульс процессу реформ ЕС после провала ратификации Европейской конституции, была направлена на «обновление общей основы» к выборам в Европейский парламент 2009 года. Германское председательство продолжило этот вопрос, добившись консенсуса по тому, что позже стало известно как Лиссабонский договор.

## Подписавшие
Документ был подписан президентами трех основных политических институтов:
- Ханс-Герт Поттеринг на посту президента Европарламента;
- Ангела Меркель на посту президента Совета Европейского союза (и Европейского совета);
- Жозе Мануэль Баррозу на посту президента Европейской комиссии.

Первоначально предполагалось, что его подпишут лидеры всех государств-членов Европейского Союза, хотя получение документа, приемлемого для всех членов, оказалось сложной задачей, поэтому его оставили на усмотрение трех руководителей учреждений, хотя это было встречено с некоторой критикой.

## Проблемы

### Перевод
На немецком языке (оригинальный язык документа), фраза «Мы — граждане Европейского Союза, объединились к лучшему» была написана как «Wir Bürgerinnen und Bürger der Europäischen Union sind zu unserem Glück vereint», что на самом деле ближе к такому переводу: «Мы — граждане Европейского Союза, объединились в нашей удаче». Это было расценено как преднамеренный неверный политический перевод.